# Antonio Martín Bellido
Antonio Martín Bellido (Canillejas (Madrid), 11 de febrer de 1938 - París, 17 d'agost de 2014) fou un militant anarcosindicalista i lluitador antifranquista espanyol, exiliat a França

## Biografia
Era fill de Félix Martín, militant de la UGT que durant la guerra civil espanyola va lluitar en la batalla de l'Ebre, i un cop acabada la guerra marxà a França, on fou internat al camp de concentració de Sant Cebrià de Rosselló i posteriorment enviat al Nord, on va treballar en la fortificació de la Línia Maginot. El 1949 va reclamar la seva dona i el seu fill, i el petit Antonio es va establir amb els seus pares a Estrasburg.
Va estudiar per a perit electricista i el 1959 va marxar a treballar a Paris, on contactà amb altres exiliats espanyols i es va unir a les Joventuts Llibertàries. El 1962 va participar en una marxa antinuclear a Londres i uns mesos després va ser nomenat Secretari de la Federació Local de París de la JJLL.
Partidari de l'acció directa contra el franquisme i militant de l'organització clandestina Defensa Interior, va organitzar una sèrie d'atacs contra interessos franquistes, tant a Espanya com a Itàlia. El 1961 va posar un petard a l'ambaixada espanyola a Roma. L'agost de 1962, juntament amb el metge francès i militant anarcosindicalista Paul Desnais, va entrar clandestinament des de Perpinyà fins a Barcelona i d'ací a Calataiud. Allí van armar un artefacte explosiu d'uns cent grams que va explotar al Valle de los Caídos per tal de simbolitzar la protesta contra un monument franquista construït per presoners republicans.
Aquest atemptat va irritar ostensiblement les autoritats franquistes. Com a conseqüència del sabotatge va ser detingut Francisco Sánchez Ruano, acusat de ser ell qui va col·locar la bomba, i va ser condemnat a 25 anys de presó. Posteriorment, el 29 de juliol de 1963 fou l'autor amb Sergio Hernández d'un atemptat contra la seu de la Direcció General de Seguretat, que provocà vint ferits, i contra els locals de la Delegació Nacional de Sindicats a Madrid, atemptats pels quals foren condemnats a mort els militants de les Joventuts Llibertàries Francisco Granados Gata i Joaquín Delgado Martínez, de les Joventuts Llibertàries, executats pel garrot vil el 17 d'agost de 1963.
El 1968 va ser nomenat secretari de les Joventuts Llibertàries però fou detingut i confinat en Saint-Brieuc (Bretanya) sota l'acusació d'"associació de malfactors". A partir de 1995 va ser un dels animadors de la Confederació Nacional del Treball (CNT) de França.
El 1998 es va jubilar del seu treball d'enginyer informàtic. Amb Octavio Alberola Suriñach va treballar els últims anys de la seva vida per obtenir de les autoritats judicials espanyoles la revisió del procés de Delgado i Granados. En els darrers anys de la seva vida va viure a Les Lilas (Illa de França), on va morir d'un càncer de pàncrees